# Three’s Company
Three’s Company – amerykański sitcom składający się z ośmiu sezonów, nadawany na stacji ABC od 15 marca 1977 r. do 18 września 1984 r. Został zrealizowany na podstawie brytyjskiego sitcomu Man About the House.
Na fabułę składają się losy trójki współlokatorów: Janet Wood (Joyce DeWitt), Chrissy Snow (Suzanne Somers) i Jacka Trippera (John Ritter), którzy żyją platonicznie w apartamentowcu w Santa Monica w Kalifornii. Gospodarzami apartamentowca jest małżeństwo: Stanley Roper (Norman Fell) i Helen Roper (Audra Lindley). W 1979 r. Norman Fell i Audra Lindley odeszli z serialu w 1979 r., a nowym gospodarzem apartamentowca został Don Knotts grający Ralpha Furleya. Po odejściu Somers pod koniec lat 80. XX wieku do serialu dołączyła Jenilee Harrison grająca rolę Cindy Snow, kuzynki Chrissy. Wkrótce jednak zastąpiła ją Priscilla Barnes grająca Terri Alden.
Serial prezentuje nieporozumienia powstające między trójką przyjaciół, ich życie towarzyskie i problemy finansowe. Powstały dwa spin-offy serialu: The Ropers i Three’s a Crowd, oparte odpowiednio na George and Mildred oraz Robin's Nest.
W oparciu o scenariusz Three’s Company zrealizowano część odcinków polskiego serialu komediowego Lokatorzy.

## Fabuła
Uczeń studium gastronomicznego Jack Tripper odzyskuje przytomność w wannie po imprezie zorganizowanej w mieszkaniu Janet Wood, kwiaciarki i Chrissy Snow, sekretarki. Janet i Chrissy szukają nowej osoby na miejsce wyprowadzającej się z mieszkania Eleanor. Ponieważ Jack mógł sobie pozwolić jedynie na pokój w  bursie YMCA, przyjmuje on propozycję dziewczyn, by zamieszkać razem.
Z powodu nietolerancyjności Stanleya Ropera wobec Jacka chcącego zamieszkać w jednym mieszkaniu z dwiema dziewczynami, Janet przekonuje Ropera, że Jack jest homoseksulny. Mimo że pani Roper odkrywa w drugim odcinku, że Jack jest heteroseksualny, obdarza trójkę lokatorów zaufaniem i obiecuje nie wyjawić mężowi prawdy. Przyjaźń pani Roper i lokatorów rozwija się i trwa aż do czasu odejścia Roperów do spin-offu The Ropers.
Gdy Ralph Furley przejmuje budynek od Roperów informuje on, że jego surowy brat Bart (nowy właściciel apartamentowca) nie tolerowałby w jednym mieszkaniu dwóch dziewczyn i chłopaka. Jack po raz drugi udaje, że jest homoseksualny. Ostatecznie Jack zakochuje się w Vicky Bradford; dalszym losom Jacka i Vicky poświęcono spin-off Three’s a Crowd.

## Obsada i postacie
- John Ritter jako Jack Tripper: niezdarny uczeń studium gastronomicznego (w późniejszym czasie szef kuchni i właściciel restauracji) z San Diego. Weteran marynarki wojennej, kawaler.
- Joyce DeWitt jako Janet Wood: pragmatyczna i zrównoważona kwiaciarka pochodząca ze Speedway w Indianie, początkująca tancerka. Pracuje w kwiaciarni Arcade Flower Shop.
- Suzanne Somers jako Chrissy Snow (sezony 1–5): zwariowana sekretarka z Fresno.
- Norman Fell jako Stanley Roper (sezony 1–3; sezon 5 gościnnie): pierwszy gospodarz mieszkania lokatorów.
- Audra Lindley jako Helen Roper (sezony 1–3; sezon 5 gościnnie): żona Stanleya Ropera.
- Richard Kline jako Larry Dallas (sezony 1–3, sezony 4–8): kobieciarz, sąsiad lokatorów, sprzedawca używanych samochodów i najlepszy przyjaciel Jacka.
- Don Knotts jako Ralph Furley (sezony 4–8): Głupkowaty, ale przyjacielski, ekstrawagancko ubrany gospodarz apartamentowca, uważający się za kobieciarza.
- Ann Wedgeworth jako Lana Shields (sezon 4): rozwiązła starsza sąsiadka, która podrywała Jacka i była z kolei podrywana przez pana Furleya.
- Jenilee Harrison jako Cindy Snow (sezony 5–6): niezdarna kuzynka Chrissy, sekretarka i studentka UCLA.
- Priscilla Barnes jako Terri Alden (sezony 6–8): inteligentna pielęgniarka, pochodząca z Longmeadow w stanie Massachusetts.

W mniejszych rolach i epizodach wystąpili m.in.: Shera Danese, Lucille Ball, James Cromwell, Loni Anderson, Rita Wilson, Sally Kirkland.